# Moral des ménages
Pour les articles homonymes, voir Moral des ménages (homonymie).
Le Moral des ménages,, ou enquête mensuelle de conjoncture auprès des ménages est un indicateur conjoncturel défini en France par l'Institut national de la statistique et des études économiques (Insee), depuis janvier 1987.
Cette étude statistique est conduite à partir d'une série de questions posées aux ménages français, comme leur situation financière, leur niveau de vie, le chômage ou leur capacité à épargner ainsi que leur perspective. Elle permet d'évaluer l'opinion des ménages sur leur environnement économique et fournit des informations quant au comportement des consommateurs et leurs anticipations en matière de consommation et d'épargne. Les questions sont adressées chaque mois par téléphone, à un panel d'environ 2 000 ménages représentatifs.

## Europe
Les pays de l'Union européenne réalisent des enquêtes mensuelles similaires. La Commission européenne publie leurs résultats dans la revue Économie européenne, supplément B. Un indicateur résumé d'opinions des ménages est également calculé par la Commission et intitulé Indicateur de confiance du consommateur.